# Summering
Summering es una película dramática de género coming-of-age estadounidense de 2022 coescrita, producida y dirigida por James Ponsoldt. Esta protagonizada por Lia Barnett, Lake Bell, Sarah Cooper, Ashley Madekwe, Madalen Mills, Megan Mullally, Eden Grace Redfield, y Sanai Victoria. Fue estrenada el 12 de agosto de 2022 por Bleecker Street.

## Reparto
- Lia Barnett como Daisy
- Madalen Mills como Dina
- Eden Grace Redfield como Mari
- Sanai Victoria como Lola
- Megan Mullally como Stacie
- Lake Bell como Laura
- Ashley Madekwe como Joy
- Sarah Cooper como Karna
- Dale McKeel como el padre de Daisy
- Willow Corner-Bettwieser como Carol

## Estreno
En agosto de 2021, se anunció que Bleecker Street y Stage 6 Films habían adquirido los derechos de distribución estadounidenses e internacionales de la película, respectivamente.
La película se estrenó en el Festival de Cine de Sundance el 22 de enero de 2022. Originalmente estaba programado para estrenarse el 15 de julio de 2022, pero se retrasó para el 12 de agosto de 2022.

## Recepción
La película recibió críticas mixtas. En el sitio web de revisión y reseñas Rotten Tomatoes, la película obtuvo un índice de aprobación del 36% sobre la base de 64 reseñas, con una calificación promedio de 4.8/10. El consenso de los críticos del sitio web dice: “Summering es una historia bastante inofensiva sobre el coming-of-age, pero hay entradas más superiores, y mucho menos empalagosas, en este género masivo”.
Pete Hammond de Deadline Hollywood le dio a la película una reseña positiva y escribió: “Hay cosas de las que hablar después de que termina la película. Y nunca habla mal de su audiencia prevista. En todo caso, los adultos serían los que necesitan desesperadamente conectarse con su niño interior”. Fred Topel de United Press International también le dio a la película una crítica positiva y escribió: “Summering es como una película femenina de Amblin”.
Guy Lodge de Variety  le dio a la película una reseña negativa y escribió: “Demasiado de Summering se desarrolla en un término medio insatisfactorio: no está incrustado ni en la vida real ni en la imaginación maleable e inquieta de sus heroínas”. Angie Han de The Hollywood Reporter también le dio a la película una reseña negativa y escribió: “Por desgracia, su potencial mágico se ve opacado por actuaciones desiguales, una química poco convincente y un guion poco inspirador”. Natalia Winkelman de IndieWire calificó a la película con una C– y escribió: “Tal como está, Summering es demasiado disperso y tonto para que realmente nos importe”.